# Xã Union City, Quận Allamakee, Iowa
Xã Union City (tiếng Anh: Union City Township) là một xã thuộc quận Allamakee, tiểu bang Iowa, Hoa Kỳ. Năm 2010, dân số của xã này là 219 người.